# Säffle (comuna)
Säffle (em sueco: Säffle kommun) é uma comuna da Suécia localizada no condado de Varmlândia. Sua capital é a cidade de Säffle. Possui 1 221 quilômetros quadrados e segundo censo de 2018, havia 15 643 habitantes.